# A113 (رمز)

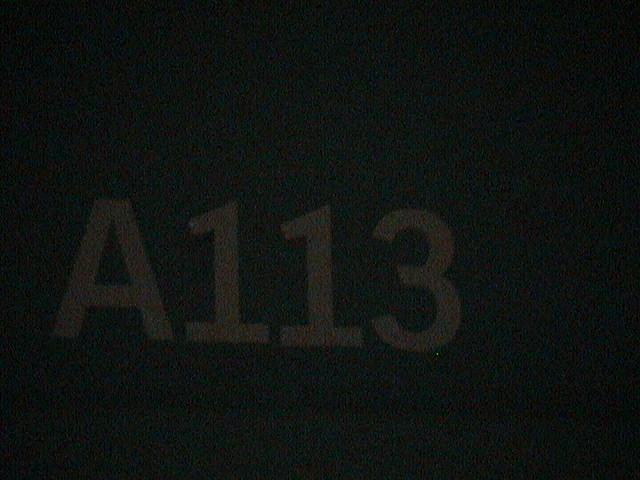
علامة A113 على باب الفصل الدراسي

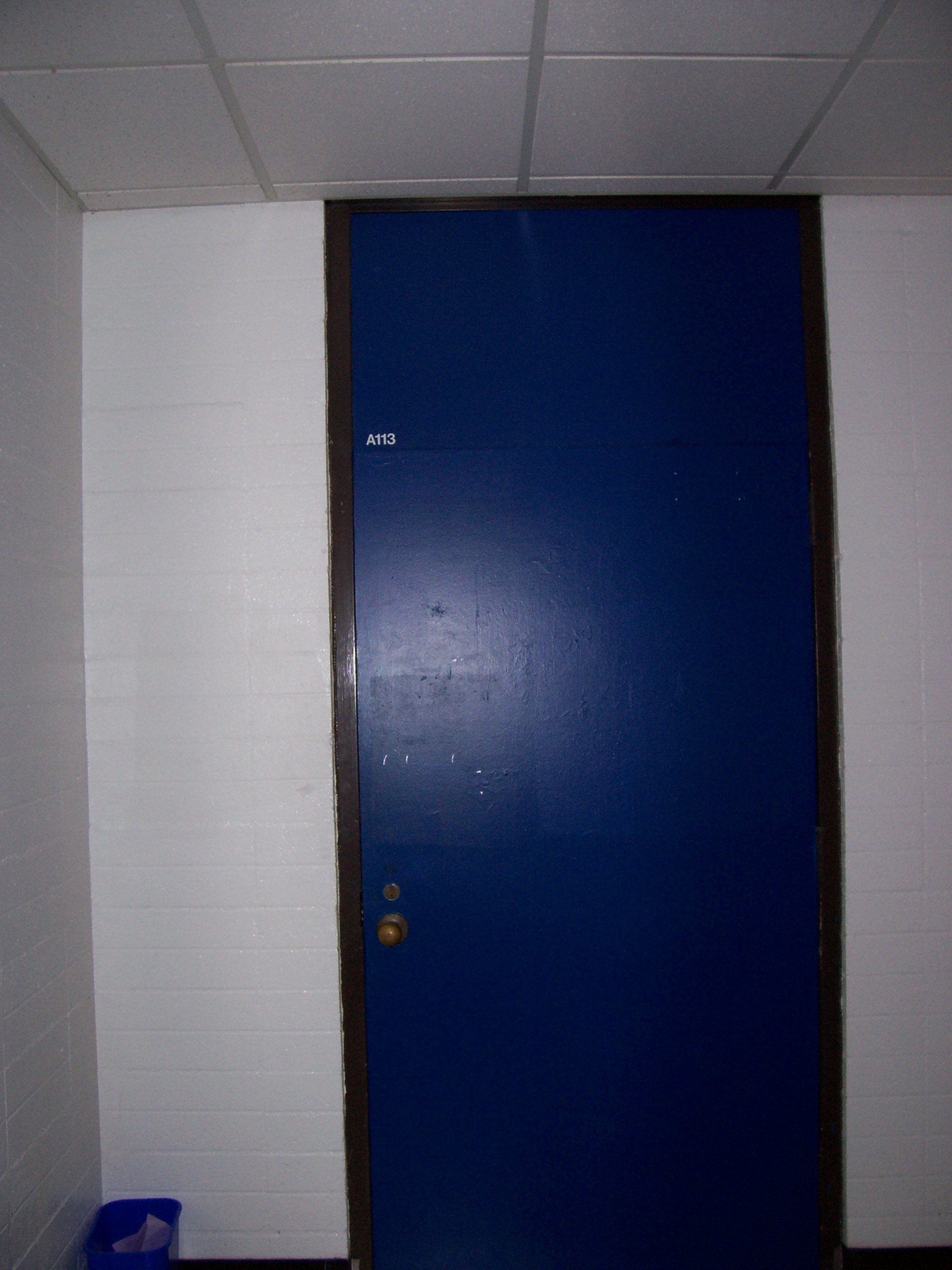
الفصل الدراسي الذي يحمل رقم ِA113 في معهد كاليفورنيا للفنون والذي تخرج منه عدد كبير من مُخرجي أفلام ديزني

A113 (أحياناً A-113 أو A1-13)، هو رمز ظهر في الكثير من أفلام ديزني وجميع أفلام بيكسار التي ابتكرها عدد من مُخرجي الأفلام مِمَن تخرجوا من معهد كاليفورنيا للفنون مثل جون لاستير وبراد بريد وغيرهم.
كان المخرج براد بريد هو أول من استخدم هذا الرمز في مسلسل «قصص مذهلة» في حلقة «كلب العائلة».
أوضح جون لاستير أن الرمز A113 هو رقم الفصل الدراسي في معهد كاليفورنيا للفنون الذي تخرج منه هو وعدد من مُخرجي الأفلام وكان له الفضل في ما وصلوا إليه.
ظهر الرمز في الكثير من الأفلام الحيّة الحقيقية والكرتونية، كما استخدم الرمز في أساليب مختلفة في أفلام بيكسار، مثل لوحة سيارة والدة آندي في فيلم حكاية لعبة، ورقم بوابة الفصل في فيلم جامعة الوحوش، ورقم الكاميرا التي كانت بحوزة الغطاس في فيلم البحث عن نيمو وغيرها.